# Jidoștina
Jidoștina – wieś w Rumunii, w okręgu Alba, w gminie Șugag. W 2011 roku liczyła 61 mieszkańców.